# Церковь Сошествия Святого Духа (Бугровский)
Церковь Сошествия Святого Духа (Духо-сошествиевская церковь) — православный храм в хуторе Бугровский Области Войска Донского, ныне Волгоградской области.

## История
Церковь на хуторе была построена в 1872 году на средства прихожан. Была она деревянная, на каменном фундаменте, с такой же колокольней, покрытые листовым железом. Эта церковь была перенесена из слободы Бутурлиновки Воронежской губернии, а до этого находилась на «Казачьей горе», близ города Новохопёрска. Храм имел один престол — во имя Сошествия Святого духа. По штату 1878 года притч состоял священника, его помощника и псаломщика. С 1872 году священником в храме служил Дионисьев Василий Иванович.
Священнослужители пользовались казачьей землей, имеющей площадь из 15 десятин. Их дома были общественные. К церковным зданиям принадлежало деревянное караульное помещение, покрытое соломой. Находилась Духо-Сошествиевская церковь в 484 верстах от консистории, и в 27 верстах — от благочинного. Она была приписана к Сретенской церкви Михайловской станицы.
Хутора церковного прихода: Бугровский, Суховский, Сомовский и Ермиловский. Имеющиеся в её приходе школы: Бугровская церковно-приходская, открытая в 1884 году (новое здание было выстроено в 1910 году) а также два министерских училища — Суховское, открытое в 1907 году и Еримловское, открытое в 1908 году.
В советское время церковь была закрыта и разобрана. В Государственном архиве Волгоградской области имеются документы, относящиеся к этой церкви.